# Pivdenne
Pivdenne (tiếng Ukraina: Південне) là một thành phố của Ukraina. Thành phố này thuộc tỉnh Kharkiv. Thành phố này có diện tích ? km2, dân số theo điều tra dân số năm 2001 là 8516 người.